# Alfred Milner
Alfred Milner, Vizconde Milner (23 de marzo de 1854 - 13 de mayo de 1925) fue un político y administrador colonial británico. Se hizo notorio por el Jardín de infantes de Milner, un grupo de hombres jóvenes de los que él fue el mentor y quienes en algunos casos se convirtieron en importantes figuras del Imperio británico y por su influencia clave en la historia de Sudáfrica, en la que llevó adelante una política guiada por el objetivo de mantener a toda costa la hegemonía británica.

## Biografía
Nació en Gießen, Hesse-Darmstadt (ahora parte del centro oeste de Alemania ), hijo único de Charles Milner, doctor en Medicina, cuya esposa era una hija del Mayor general John Ready, antiguo teniente Gobernador de la Isla del Príncipe Eduardo, más tarde la Isla de Man. Su abuelo paterno, inglés, se instaló Alemania y se casó con una mujer alemana. Su hijo, Charles Milner, practicó la medicina en Londres y más tarde obtuvo la jerarquía académica de Lector (Reader) en inglés en la Universidad Tübingen. Aunque mantuvo siempre un rastro de acento alemán, hasta el final de su vida Milner se consideraría como "patriota británico de raza".
Alfred Milner fue educado primero en Tübingen, luego en el at King's College London y bajo Benjamín Jowett como becario del Balliol College, Oxford entre 1872 y hasta 1876. Se graduó en 1877 con honores de primera clase en clásicos, habiendo ganado las becas Hertford, Craven, Eldon y Derby y fue elegido para una beca del New College, Oxford.
En Oxford estableció una amistad cercana con el economista Arnold Toynbee (tío del historiador Arnold J. Toynbee), y colaboró con sus proyectos de asistencia social; a su muerte le escribió un tributo, Arnold Toynbee: una Reminiscencia (1895).

## Trayectoria
En 1881 fue admitido al ejercicio de la abogacía en el Inner Temple (uno de los cuatro colegios de abogados en Londres) y se unió al personal del periódico Pall Mall Gazette bajo la dirección de John Morley, convirtiéndose en editor asistente bajo W. T. Stead. En 1885 abandonó el periodismo, y se postuló como candidato Liberal por la división Harrow del distrito Middlesex en las elecciones generales, pero fue derrotado. 
En 1886, Milner apoyó al Partido Liberal Unionista, que se había separado del partido, en su oposición al autogobierno irlandés. Se convirtió en el secretario privado de George Goschen y en 1887, cuando Goschen se convirtió en Ministro de Economía y Hacienda (Chancellor of the Exchequer), fue designado su secretario privado principal. Posteriormente fue miembro de Coefficients dining club de reformadores sociales establecido en 1902 por los veteranos de la Sociedad Fabiana, Sidney Webb y Beatrice Webb. 
Fue por la influencia de Goschen que en 1889 fue nombrado subsecretario de finanzas en Egipto. Milner permaneció en Egipto de 1889 a 1892, coincidiendo su mandato con las primeras grandes reformas bajo el liderazgo de Evelyn Baring, primer conde de Cromer, una vez evitado el peligro de bancarrota que precipitó el control británico.
Milner volvió a Inglaterra en 1892 y al poco tiempo publicó su Inglaterra y Egipto, que inmediatamente se convirtió en el relato autorizado del trabajo realizado desde que comenzó la ocupación británica en 1882.  Más tarde ese año, recibió un nombramiento como presidente de la Junta de Ingresos Internos, donde permaneció hasta 1897. Mientras estaba en Ingresos Internos, estableció relaciones con Michael Hicks-Beach, primer conde de St Aldwyn y Sir William Vernon Harcourt. 
Más tarde ese mismo año él designado presidente del consejo de administración de Impuestos Internos (Inland Revenue). En 1894 recibió la Order of the Bath y en 1895 fue hecho caballero (Knight Commander) de dicha prestigiosa orden.
Permaneció en el Consejo de Impuestos Internos hasta 1897. Fue considerado como uno de los funcionarios más claros mentalmente y más juiciosos en el servicio británico, y su posición como un hombre de puntos de vista Liberales moderados, que tan estrechamente había tenido que ver con Goschen en la Tesorería, Cromer en Egipto y Michael Hicks Beach (lord St Aldwyn) y sir William Vernon Harcourt mientras estuvo en Impuestos Internos, lo marcó como alguien en quien todos los partidos podían tenerle confianza. El momento de probar su capacidad en el más alto grado había llegado.
En abril, lord Rosmead dimitió a su puesto de Alto Comisionado para África del Sur y Gobernador de la Colonia del Cabo. La situación derivada de la incursión de Jameson era de la mayor delicadeza y dificultad, y Joseph Chamberlain, ahora secretario colonial, seleccionó a Milner como el sucesor del Lord Rosmead. La opción fue cordialmente aprobada por los líderes del partido Liberal y cálidamente aceptada el 28 de marzo de 1897 en la cena de despedida presidida por el futuro primer ministro Herbert Henry Asquith. El nombramiento fue abiertamente hecho a fin de que un estadista británico aceptable, en quien fue puesta la confianza pública, pudiera ir a Sudáfrica para considerar todas las circunstancias y formular una política que debería combinar el mantenimiento de los intereses británicos con la tentativa de tratar justamente con los gobiernos del Transvaal y Estado Libre de Orange.

## Sudáfrica

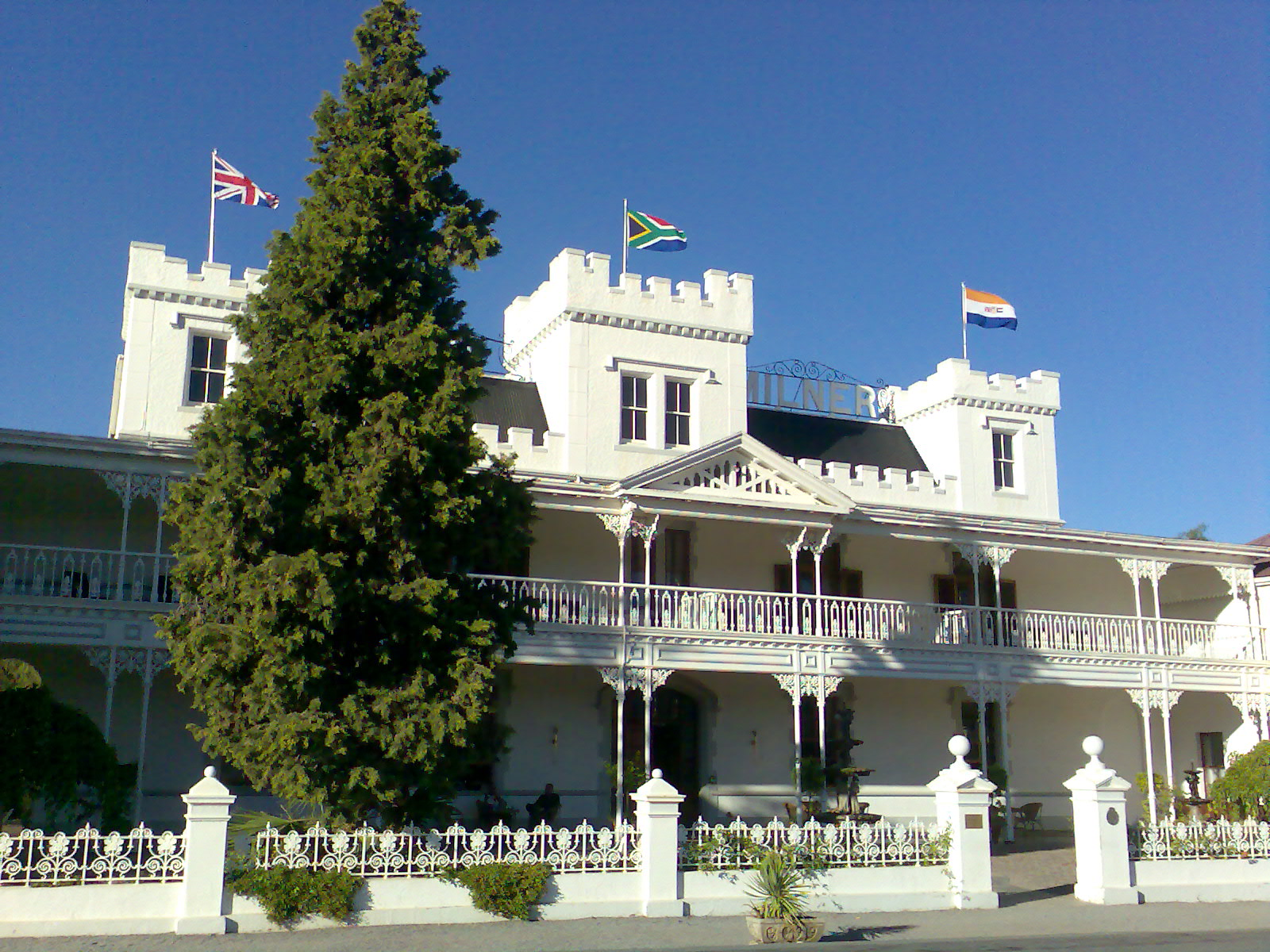
Lord Milner Hotel en Matjiesfontein en Sudáfrica.

Llegó a El Cabo en mayo de 1897 y luego de que las dificultades con el presidente Kruger por la ley de extranjeros hubieran sido remendadas, se encontró por agosto libre para familiarizarse personalmente con el país y su gente antes de decidir las líneas de la política a ser adoptada. Entre agosto de 1897 y mayo de 1898 viajó a través de la Colonia del Cabo, del Protectorado de Bechuanalandia, Rodesia y Basutolandia. Para entender mejor los puntos de vista de los holandeses del Cabo y los ciudadanos del Transvaal y el Estado Libre de Orange, Milner también durante ese periodo aprendió tanto el neerlandés como el taal sudafricano. Llegó a la conclusión que no podría haber esperanzas de paz y progreso en Sudáfrica mientras permaneciera la «permanente sujeción a los holandeses de los británicos en una de las Repúblicas».
Milner se estaba refiriendo a la situación en el Transvaal, donde después del descubrimiento de oro miles de buscadores de fortuna habían viajado en tropel desde toda Europa, pero mayormente de Gran Bretaña. Este influjo de uitlanders (extranjeros) amenazaba su república. El presidente del Transvaal Kruger rehusó dar a los uitlanders el derecho al voto.
Los bóeres (agricultores afrikáneres), se habían establecido en el Transvaal como su tierra prometida, después de su Gran Trek (Gran Marcha) de la Colonia del Cabo. El objetivo de la gran emigración fue escaparse del gobierno británico. Ellos ya habían defendido con éxito la anexión del Transvaal por el Imperio británico durante la primera Guerra Anglo-Bóer. Un conflicto que los había envalentonado y cuyo tratado de paz había hecho muy difícil para Gran Bretaña anexar el Transvaal otra vez y justificarlo diplomáticamente. Gran Bretaña necesitaba de un pretexto para que pudiera ocurrir una anexión británica del Transvaal otra vez.
Un Transvaal independiente se interponía en el camino del sueño británico de controlar toda África desde El Cabo a El Cairo. Milner se dio cuenta de que con el descubrimiento de oro en Transvaal el equilibrio de fuerzas en Sudáfrica había cambiado de Ciudad del Cabo a Johannesburgo. Temió que si toda Sudáfrica no era llevada pronto al control británico, un Transvaal recientemente rico controlado por afrikáneres podría unirse con los afrikáneres del Cabo y poner en peligro toda la posición británica en Sudáfrica.
Milner también se dio cuenta -como lo demostró la triunfante reelección de Paul Kruger a la presidencia del Transvaal en febrero de 1898 — que el gobierno de Pretoria nunca por su propia iniciativa repararía los agravios de los uitlanders. Esto dio a Milner su pretexto.
Milner usaría la cuestión uitlander en su provecho. En un discurso dado en Graaff-Reinet, una fortaleza de la Afrikander Bond en El Cabo controlado por los británicos, el 3 de marzo de 1898, dijo que él estaba determinado a asegurar la libertad y la igualdad para los súbditos británicos en el Transvaal e impulsó a los colonos holandeses a inducir al gobierno de Pretoria a asimilar sus instituciones, y el carácter y espíritu de su administración a aquellos de las comunidades libres de Sudáfrica. El efecto de esta declaración fue grande y alarmó a los afrikáneres, quienes a la vez vio con aprensión la virtual reasunción por Cecil Rhodes de su mando del partido (británico) Progresista en El Cabo.
Milner tenía una mala imagen de los afrikáneres, y tendía a considerar a los británicos como «una raza superior». Tenía poco interés en la resolución pacífica del conflicto, pensando más bien que la hegemonía británica solo podría ser conseguida por la guerra. Una paz negociada era problemática cuando los afrikáneres superaban en número a los Británicos tanto en el Transvaal, el Estado Libre como en el Cabo.
Milner no estaba solo en sus opiniones. En una carta escrita (el 11 de marzo) por otro Británico John X. Merriman al presidente del Estado Libre Steyn: «el mayor peligro está en la actitud del presidente Kruger y su esperanza vana de edificar un Estado sobre la base de una minoría poco instruida estrecha, y su rechazo obstinado de toda la perspectiva de usar los materiales que están listos a su mano para establecer una verdadera república sobre una amplia base liberal. Tal situación no puede durar. Debe quebrarse por su podredumbre inherente».
Aunque no a todos los líderes de la Afrikander Bond les gustara Paul Kruger, ellos estaban listos a apoyar Kruger concediera o no reformas, y procuraron hacer imposible la posición de Milner. Sus dificultades fueron aumentadas cuando en las elecciones generales en la Colonia del Cabo la Bond obtuvo la mayoría. Actuando estrictamente de una manera constitucional, Milner acto seguido (octubre de 1898) pidió a William Philip Schreiner que formara un ministerio, aunque consciente que tal ministerio sería opuesto a cualquier intervención directa de Gran Bretaña en el Transvaal.
Convencido de que la situación existente, de continuar, terminaría con la pérdida de Sudáfrica por Gran Bretaña, Milner fue a Inglaterra en noviembre de 1898. Volvió al Cabo en febrero de 1899, totalmente asegurado del apoyo de Joseph Chamberlain, aunque el gobierno todavía se aferrara a la esperanza de que la fracción moderada del Cabo y del Estado Libre holandés inducirían a Kruger a dar el voto a los uitlanders. Él encontró la situación más crítica que cuando se había marchado, diez semanas atrás. Johannesburgo estaba alborotada, cuando el General Sir William Butler, que actuó como alto comisionado durante la ausencia de Milner, había permitido ello al ser visto que él no tomaba una postura favorable de los agravios uitlander.
El 4 de mayo Milner escribió un memorable mensaje a la Oficina Colonial, en la cual insistió en que el remedio para el malestar en el Transvaal era golpear en la raíz del mal - la impotencia política del damnificado. "Esto puede parecer una paradoja," escribió él, "pero es verdad que el único camino para proteger a nuestros súbditos es ayudarles a dejar de ser nuestros súbditos." La política de dejar las cosas en paz solo conduce de mal a peor, "y el caso para la intervención es aplastante". Milner sintió que solo la liberación de los uitlanders en el Transvaal daría estabilidad a la situación sudafricana. Él no tenía basado su caso contra el Transvaal en la carta de las Convenciones, y consideró el empleo de la palabra "señorío feudal" simplemente como "una cuestión etimológica," pero se dio agudamente cuenta que el espectáculo de miles de súbditos británicos en el Transvaal en la condición de "Ilotas" (como él lo expresó) minaba el prestigio de Gran Bretaña en todas partes de Sudáfrica, y él pidió "alguna prueba contundente" de la intención de que el gobierno británico no sería expulsado de su posición predominante. Este mensaje fue telegrafiado a Londres, con la intención de que fuera inmediatamente publicado; pero fue conservado reservadamente por un tiempo por el gobierno.
Su tenor era conocido, sin embargo, por los principales políticos en el Cabo, y por instancia de Jan Hendik Hofmeyr fue celebrada una conferencia de paz (del 31 de mayo al 5 de junio) en Bloemfontein entre el alto comisionado y Kruger, el presidente del Transvaal.
Milner hizo tres demandas: la promulgación por el Transvaal de una ley que diera inmediatamente el voto a los 'Uitlanders'; el uso del idioma inglés en el parlamento del Transvaal y que todas las leyes del parlamento del Transvaal deberían ser examinadas y aprobadas por el parlamento británico. Demandas que Milner sabía que Kruger nunca estaría de acuerdo. Kruger dejó la reunión precipitadamente.

## La segunda guerra bóer
Cuando la segunda guerra bóer estalló en octubre de 1899, Milner dio a las autoridades militares "apoyo indefectible y sabios consejos", siendo en palabras de Lord Roberts "uno cuyo coraje nunca vaciló".
En febrero de 1901 fue llamado para encargarse de la administración de los dos Estados Bóer, ambos ya anexionados al Imperio Británico, aunque la guerra todavía se encontrara en curso. Por ello, dimitió al cargo de gobernador de la Colonia del Cabo, reteniendo el puesto de alto comisionado.
Durante este tiempo con Milner al timón, fueron creados varios campos de concentración donde 27.000 mujeres y niños bóer y más de 14.000 sudafricanos negros murieron.
El trabajo de reconstrucción de la administración civil en el Transvaal y en la Colonia del Río Orange solo podía ser llevado a cabo en forma limitada mientras las operaciones militares continuaran. Milner por lo tanto volvió a Inglaterra para gozar de "unas vacaciones largamente pedidas," que fueron, sin embargo, principalmente ocupadas con el trabajo en la Oficina Colonial. Llegó a Londres el 24 de mayo de 1901, tuvo una audiencia con el Rey Eduardo VII el mismo día, fue hecho caballero y consejero de Estado, y fue llevado a la nobleza con el título de Barón Milner de San James y Ciudad del Cabo. En un discurso al día siguiente en un almuerzo dado en su honor, contestando a críticos que alegaron que con más tiempo y paciencia por parte de Gran Bretaña la guerra podría haber sido evitada, él afirmó que los que les pidieron "conciliación" estaban "armados de odio, ambición absurda, ignorancia invencible."

## La Paz
Mientras tanto la diplomacia de 1899 y la conducción de la guerra habían causado un gran cambio en la actitud del partido Liberal en Inglaterra hacia Lord Milner, que Leonard Courtney hasta caracterizó como "una mente perdida". Fue organizado un violento movimiento para su remoción, al cual Sir Henry Campbell-Bannerman se unió, pero sin éxito, y en agosto volvió a Sudáfrica, donde se sumergió en la hercúlea tarea de remodelar la administración. En las negociaciones para la paz se asoció con Lord Kitchener, y los términos de rendición, firmada en Pretoria el 31 de mayo de 1902, fueron redactados por él. En reconocimiento a sus servicios, el 1 de julio, fue hecho vizconde.
Inmediatamente después de concluida la paz, Milner publicó (el 21 de junio) la Carta Patente estableciendo el sistema de gobierno colonial de la corona en las colonia del Transvaal y la Colonia del Río Orange, y cambió su título de administrador al de gobernador. El trabajo necesario reconstructivo después de los estragos de la guerra era enorme. Proveyó de ingresos estables al imponer un impuesto del 10 % al producido netos anual de las minas de oro, y dedicó la especial atención a la repatriación de los Bóeres, tierras para el establecimiento de colonos británicos, educación, justicia, policía y el desarrollo de ferrocarriles. Mientras este trabajo de la reconstrucción estaba en desarrollo, la política doméstica en Inglaterra fue convulsionada por el movimiento de reforma de tarifas y la dimisión de Joseph Chamberlain. Milner, quien pasaba entonces unas breves vacaciones en Europa, fue impulsado por Arthur James Balfour a aceptar el puesto vacante de ministro para las colonias. Declinó esta propuesta (1 de octubre de 1903), considerando más importante completar su trabajo en Sudáfrica, donde la depresión económica se hacía pronunciada. Estuvo de vuelta en Johannesburgo en diciembre de 1903, y tuvo que considerar la crisis en la industria minera del oro causada por la escasez de trabajo nativo. De mala gana estuvo de acuerdo, con el asentimiento del gobierno colonial, con la propuesta de los propietario de minas de importar a coolis chinos, con un contrato de tres años, con el primer lote chino arribado al Rand en junio de 1904.
Entre fines de 1904 y los primeros meses de 1905 Lord Milner fue comprometido para elabor un esquema para proveer al Transvaal de un sistema del gobierno representativo, a mitad de camino entre la administración colonial de la corona y la autonomía. Cartas otorgando el gobierno representativo fueron publicadas el 31 de marzo de 1905. Durante algún tiempo había sufrido en su salud por la tensión incesante del trabajo, lo que lo determinó a retirarse. Dejó Pretoria el 2 de abril y salió en barco para Europa al día siguiente. Hablando en Johannesburgo en vísperas de su salida, recomendó a todos los concernidos la promoción de la prosperidad material del país y el tratamiento a los holandeses y británicos en una igualdad absoluta. Refiriéndose a su parte en la guerra, añadió: 'Por qué yo debería preferir ser recordado es un esfuerzo tremendo, subsecuente a la guerra no solo reparar los estragos de aquella calamidad, sino también llevar a las colonias a un plano más alto de la civilización de la que tuvieron alguna vez". Dejó Sudáfrica mientras la crisis económica era todavía aguda y a la vez que las voces críticas era audible en todas partes, pero, en palabras del secretario colonial Alfred Lyttelton, él había estado en ocho años accidentados de su administración trazando profunda y fuertemente la base sobre la cual una Sudáfrica unida se levantaría para hacerse uno de los grandes estados del Imperio. A su vuelta a casa, su universidad lo honró con el doctorado honoris causa.
La experiencia en Sudáfrica le había mostrado que bajo las situaciones dificultosas estaba el problema más amplio de la unidad imperial. En su discurso de adiós en Johannesburgo concluyó con una referencia al tema. 'Cuando nosotros que nos llamamos Imperialistas hablamos del Imperio británico, pensamos en un grupo de estados ligados, no en una alianza o alianzas que pueden ser hechas y deshechas, pero en una unión orgánica permanente. De tal unión los dominios del soberano como ellos existen hoy son solo la materia prima.' Esta tesis que él más adelante se desarrolló en un artículo de revista fue escrita en vistas de la conferencia colonial llevada a cabo en Londres en 1907. Él abogó por la creación de un consejo imperial deliberativo permanente y favoreció relaciones comerciales preferentes entre el Reino Unido y los otros miembros del Imperio; y en años posteriores participó activamente en abogar por la causa de reforma de las tarifas y la Preferencia Imperial.
En 1910 fue uno de los fundadores de la Mesa Redonda — una Revista trimestral de la política del Imperio británico-, que ayudó a promover la causa de la federación imperial. Milner soñaba con un Parlamento Imperial global, con asiento en Londres, con delegados de descendientes británicos de Canadá, Australia, Nueva Zelanda y Sudáfrica.

## Moción de censura

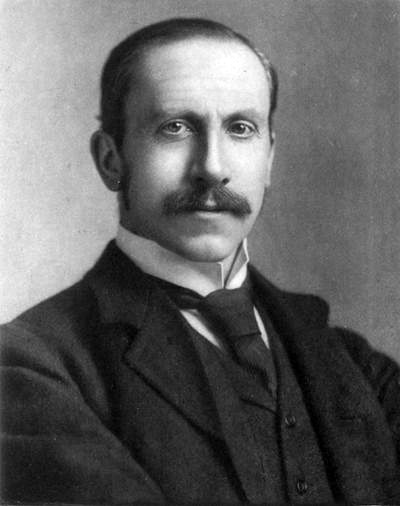
Lord Milner alrededor de 1906.

En marzo de 1906, fue promovida una moción de censura a Lord Milner por una infracción a la ordenanza de trabajo chino, al no prohibir castigos corporales ligeros de coolis por ofensas menores en lugar del encarcelamiento, por un representante Radical de la Cámara Baja. De parte del partido Liberal gobiernante se promovió una enmienda, declarando que 'Esta Casa, registrando su condena ala azotaina de coolis chinos en violación de la ley, desea, en interés de la paz y conciliación en Sudáfrica, se abstiene de aprobar la censura sobre los individuos". La enmienda fue apoyada por 355 votos a 135. A consecuencia de esta censura indirecta, fue organizada una contrademostración, conducida por Sir Bartle Frere, y una carta pública, firmada por más de 370.000 personas, fue presentada a Lord Milner expresando la alta estimación por los servicios prestados por él a la corona y al Imperio en África.

## Hombre de negocios
A su vuelta de Sudáfrica, el Vizconde Milner se ocupó principalmente de sus intereses comerciales en Londres, convirtiéndose en presidente de la compañía de minería Río Tinto Zinc, aunque permaneció activo en la campaña para el libre intercambio imperial. En el período 1909 a 1911 fue un fuerte opositor del presupuesto de David Lloyd George y la tentativa del gobierno Liberal de recortar los poderes de la Cámara de los Lores.

## Primera Guerra Mundial

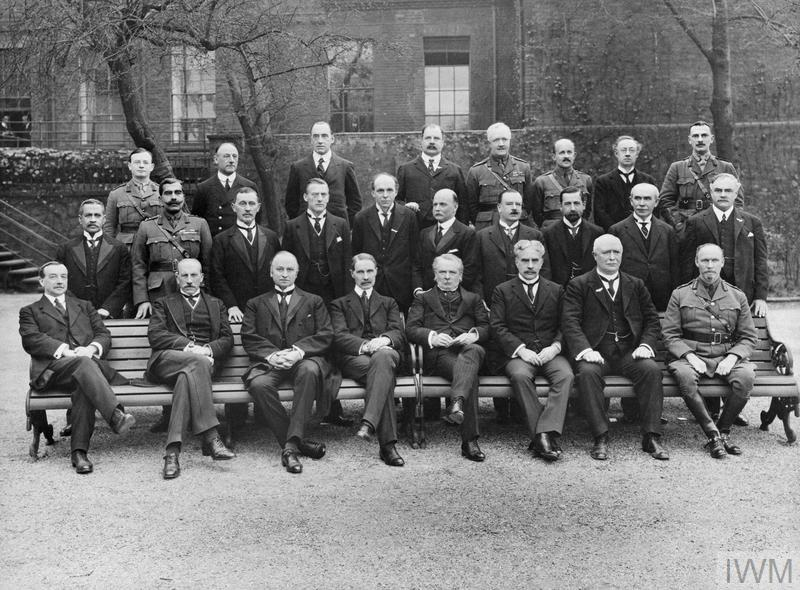
Fotografía de grupo de los miembros de la CBI tomada en el jardín del nº 10 de Downing Street. Fila posterior (de izquierda a derecha): Capitán L.S. Amery, Diputado, Almirante Sir John Jellicoe (Primer Lord del Almirantazgo), Sir Edward Carson (Primer Lord del Almirantazgo), Lord Derby (Secretario de Guerra), General de División F.B. Maurice (director de Operaciones Militares, Estado Mayor Imperial), teniente coronel Sir M. Hankey (secretario del Comité de Defensa Imperial), Sr. Henry Lambert (secretario de la Conferencia Imperial), y mayor Storr (secretario adjunto). Fila central: Sir S.P. Sinha (primer miembro nativo del Consejo del Virrey, India), el Maharajá de Bikanir (representante de los príncipes gobernantes de la India), Sir James Meston (Teniente-Gobernador de las Provincias Unidas de Agra y Oudh), The Rt. Hon. Austen Chamberlain (Secretario para la India), The Rt. Hon. Lord Robert Cecil (Ministro de Bloqueo), The Rt. Hon. Walter H. Long (Secretario Colonial), The Rt. Hon. Sir Joseph Ward (Ministro de Finanzas, Nueva Zelanda), The Hon. Sir George Perley (Ministro de las Fuerzas Canadienses de Ultramar), The Hon. Robert Rogers (Ministro de Obras Públicas de Canadá), y The Hon. J.D. Hazen (Ministro de Marina de Canadá). Primera fila: The Rt. Hon. Arthur Henderson (Ministro sin cartera), The Rt. Hon Lord Milner, (Ministro sin cartera), Lord Curzon (Lord Presidente del Consejo), The Rt. Hon. Bonar Law (Ministro de Hacienda), The Rt. Hon. D. Lloyd George (Primer ministro), The Rt Hon. Sir Robert Borden (Primer ministro de Canadá), The Rt. Hon. W.F. Massey (Primer ministro de Nueva Zelanda), y el General The Hon. J.C. Smuts (Ministro de Defensa, Sudáfrica).

Dado que Milner, quien era un líder conservador, era el único político británico que tenía experiencia en la dirección civil de una guerra, David Lloyd George lo convocó en diciembre de 1916 cuando formó su gobierno nacional. Fue uno de los cinco miembros del Gabinete de Guerra. Milner era probablemente el miembro más competente del gabinete de guerra después del propio primer ministro y por consiguiente se convirtió en el "bombero" de Lloyd George en muchas crisis. Gradualmente se convirtió en la segunda voz más poderosa en la conducción de la guerra. A pesar de sus credenciales conservadoras también gradualmente se fue desilusionando con el mando militar del país, que ejercía una influencia desproporcionada en la conducción de la guerra debido al apoyo conservador. Apoyó a Lloyd George, que estuvo aún más desilusionado con los militares, en su decisión de imponer el sistema de convoy a un Almirantazgo reacio, y en su tentativa, menos exitosa, de prevenir la desastrosa campaña de Passchendaele en 1917.
Milner fue también autor principal la Declaración Balfour de 1917, aunque fuera publicada a nombre de Arthur Balfour.
Fue muy crítico de la guerra austrohúngara en Serbia, afirmando que "hay una más extendida desolación causada allí (que) con la que nos hemos familiarizado en el caso de Bélgica".
Defendió vehementemente la cooperación entre los aliados, asistiendo a una conferencia Aliada en San Petersburgo en febrero de 1917. Estaba en Francia como representante del gabinete británico en marzo de 1918 cuando los alemanes lanzaron su gran ofensiva, y contribuyendo decisivamente a conseguir que el General Ferdinand Foch fuera designado como Generalísimo aliado el 26 de marzo de 1918.
Lord Milner fue designado ministro de Guerra el 19 de abril de 1918 y presidió el consejo del ejército por el resto de la guerra. Fue designado ministro Colonial después de la Elección Caqui (por el color del uniforme, término actualmente utilizado en cualquier elección nacional fuertemente influida por los sentimientos de tiempo de guerra o de posguerra) de 1918 y en aquella calidad asistió a la Conferencia de Paz de París (1919) y fue uno de los signatarios del Tratado de Versailles.
Después de la Guerra, Lord Milner asistió a la Real Sociedad Agrícola en la obtención de tractores Fordson para el arado y la plantación de praderas, y se comunicó directamente con Henry Ford por telégrafo; del libro de Henry Ford, 'Mi Vida y Trabajo', ver Capítulo 14.

## Egipto otra vez
Su último gran servicio público fue, después de que estalló un serio amotinamiento, una misión a Egipto de diciembre de 1919 a marzo de 1920 para hacer recomendaciones en las relaciones británicas-egipcias, expresamente como conciliar el Protectorado británico establecido en 1915 con las llamadas del Pachá Zaghlul a la autonomía. El informe de la Comisión de Milner constituyó la base de un entendimiento que duró por varios años.

## Últimos años
Lord Milner se retiró en febrero de 1921. Más tarde ese año se casó con Lady Violet Georgina Gascoyne-Cecil, viuda de Lord Edward Cecil. Permaneció activo con el trabajo en el Fondo Rhodes y aceptó, a petición del primer ministro Stanley Baldwin, la presidencia de un comité para examinar una nueva tarifa imperial preferente. Su trabajo resultó fallido cuando Baldwin perdió la elección subsecuente.
Milner murió en Sturry Court, cerca de Canterbury el 13 de mayo de 1925 de la enfermedad del sueño poco después de volver de Sudáfrica. Su vizcondado, careciendo de herederos aptos, murió con él.